# محمد حيدر باشا
الفريق / محمد حيدر باشا هو وزير الحربية وسردار (القائد العام) الجيش المصري في عهد الملك فاروق (11 فبراير 1920 - 23 يوليو 1952).

## مسيرته الرياضية
يعتبر محمد حيدر باشا هو الرئيس الرابع لنادي الزمالك الرياضي وأطول من جلس على كرسي الرئيس في تاريخ النادي
تولى الفريق محمد حيدر باشا رئاسة النادي، ويوسف محمد سكرتيراً عاماً، ومحمد متولي ومحفوظ ندا وسيد علي وأحمد عوني ومندور محمد أعضاء هذا المجلس.
حكم هذا المجلس الزمالك لمدة 30 عاماً واستحدث خلالها حيدر باشا منصب نائب الرئيس وشغله إسماعيل بك شيرين والذي كان متزوجاً من الامبراطورة فوزية شقيقة الملك فاروق آنذاك.